# مشير ميداني
يعد المشير الميداني أعلى رتبة في الجيش البريطاني منذ عام 1736. وهو رتبة خمس نجوم برمز الناتو OF-10، وهو ما يعادل أميرال الأسطول في البحرية الملكية أو مشير سلاح الجو الملكي في سلاح الجو الملكي (سلاح الجو الملكي البريطاني).
تتكون شارة المشير الميداني من هرابتين متقاطعتين تحيط بهما أوراق صفراء أسفل تاج القديس إدوارد. مثل المشيرون في سلاح الجو الملكي البريطاني وأدميرال الأسطول، يظل المشيرون الميدانيون تقليديًا ضباطًا مدى الحياة، على الرغم من أنهم يحصلون على نصف الأجر عندما لا يكونون في المنصب.   تم استخدام الرتبة بشكل متقطع طوال تاريخها وكانت شاغرة خلال أجزاء من القرنين الثامن عشر والتاسع عشر (عندما توفي جميع أصحاب الرتبة السابقين). بعد الحرب العالمية الثانية، أصبح من الممارسات المعتادة تعيين رئيس هيئة الأركان العامة الإمبراطورية (التي أعيدت تسميتها فيما بعد رئيس هيئة الأركان العامة ) إلى الرتبة في آخر يوم له في المنصب. عادة ما يتم ترقية ضباط الجيش الذين يشغلون منصب رئيس أركان الدفاع، والرئيس المحترف لجميع القوات المسلحة البريطانية، إلى رتبة عند تعيينهم. 